# Kaloň kladivohlavý
Kaloň kladivohlavý (Hypsignathus monstrosus) je netopýr z čeledi kaloňovitých. Je největším africkým druhem netopýra.

## Rozšíření
Žije v západní a střední Africe. Je rozšířen od Guinea-Bissau na západě po severozápad Angoly na jihu, západ Etiopie a západ Keni na východě (poblíž Viktoriina jezera). Žije na území států: Angola, Burkina Faso, Konžská demokratická republika, Gabon, Gambie, Ghana, Jižní Súdán, Kamerun, Konžská republika, Libérie, Nigérie, Pobřeží slonoviny, Rovníková Guinea, Sierra Leone, Středoafrická republika (SAR), Togo, Uganda.

## Popis
Pro kaloně kladivohlavého je typický pohlavní dimorfismus. Samci měří asi 30 cm, hmotnost se uvádí až 450 g; rozpětí křídel je téměř 100 cm. Samice jsou menší, váží asi 234 g. Kromě velikosti se samci výrazně liší vzhledem – mají hlavu neobvyklého tvaru, hranatější. Mají zvětšené rostrum, složitý hrtan s ozvučnými vaky, který zabírá velkou část hrudníku, a široké baňaté líce. Samci i samice mají výrazně vyvinuté oči, protože se orientují především zrakem. Na druhém prstu předních končetin mají zachovaný dráp. Samci i samice jsou šedavě hnědí, mají hnědé létací blány a chomáčky bílé srsti ve spodní části uší.

## Ekologie
Vyhledávají vlhká stanoviště (bažiny, břehové porosty, mangrovy atp.). Migrují na značné vzdálenosti a zakládají kolonie i ve velkých městech. Vyskytují se v nadmořské výšce do 1800 m.
Potravou kaloně kladivohlavého je ovoce, preferuje fíky, živí se i šťávou a měkkou dužinou manga, banánů, kvajávy (guave) aj. K vyhledávání potravy užívají čichu. Samci mají jinou strategii hledání potravy než samice, létají dále (až 10 km) a hledají kvalitnější potravu. Samice údajně spoléhají na ověřený zdroj potravy střední kvality. (Důvodem může být péče o mládě, které samice musí při hledání potravy opustit, resp. minimalizování výdeje energie v době březosti a snížení rizika predace kvůli mateřství; drobnější samice je také ohroženější než samec.)
Jsou to sociální živočichové s noční aktivitou. Přes den hnízdí na stromech ve výšce 20–30 m, ukryti před teplem a predátory. Tvoří skupiny do 25 jedinců, přičemž průměrná velikost skupin je 4–5 jedinců. Kromě samiček, které mají při sobě mládě, udržují vzdálenost 10–15 cm.
Kaloň kladivohlavý je polygynní. V době rozmnožování se samci pravidelně slétají (25 až 130 jedinců ) na říjiště a přivolávají samičky k páření. Jednotliví kaloni obsazují každou noc stejné místo; jsou od sebe vzdáleni přibližně 10 m, mávají křídly a hlasitě „troubí“ (daleko slyšitelné volání připomíná kvákání žab). Samice prolétají a vybírají vhodného partnera; přednost dávají mohutnějším samcům. Protože jednak uskupení není sezónní, ale celoroční, jednak je skupina složena z více samců a více samic, a nad to k páření dochází mimo denní úkryty, jde o tzv. lek, lekking.
Samice rodí jedno mládě, které váží asi 38 g (asi 16,2 % tělesné hmotnosti matky), výjimečně dvě. Délka březosti není zatím známa. Samci dosahují pohlavní zralosti přibližně ve věku 18 měsíců (od samic odlišné rysy hlavy jsou patrné po 12. měsíci života). Samice jsou pohlavně zralé po 6 měsících; plné velikosti dosahují po 12 měsících. Kaloni kladivohlaví se dožívají vysokého věku, ve volné přírodě až 30 let.
Predátorem jsou jednak velcí draví ptáci z řádu sokoli (Falconiformes), sovy (Strigiformes) nebo dravci (Accipitriformes), např. orel korunkatý (Stephanoaetus coronatus), jednak člověk – kaloň je někde loven místními obyvateli k obživě. Druh je místně ohrožen ničením stanovišť, zejména kácením břehových porostů podél řek.

## Možná záměna
S kaloněm kladivohlavým je někdy zaměňován kaloň Wahlbergův (Epomophorus wahlbergi), který je však menší.

## Zajímavosti
- Uváděn též jako kaloň štítohlavý.[4]
- V Kamerunu v oblasti Korup je konzumován, užívá se v léčitelství jako prostředek k plodnosti žen.[5]
- Žije v Národním parku Taï (Pobřeží slonoviny), Národním parku Okomu (Nigérie), v Lesní rezervaci Atewa (Ghana) aj.
- U pěti z 10 netopýrů byli nalezeni krevní paraziti rodu Hepatocystis.